# Comuna Balabanivka, Orativ
Balabanivka (în ucraineană Балабанівка) este o comună în raionul Orativ, regiunea Vinnița, Ucraina, formată din satele Balabanivka (reședința), Bohdanivka, Lineciciîna și Stupkî.

## Demografie
Componența lingvistică a satului Balabanivka
     Ucraineană (98,73%)
     Alte limbi (1,18%)
Conform recensământului din 2001, majoritatea populației satului Balabanivka era vorbitoare de ucraineană (98,73%), existând în minoritate și vorbitori de alte limbi.